# Dolní Paseky (Aš)
Dolní Paseky (do roku 1947 česky Dolní Reuth, německy Niederreuth) jsou vesnice, část města Aš v okrese Cheb v Karlovarském kraji. Dolní Paseky jsou ve společném osadním výboru s obcemi Vernéřov a Horní Paseky.

## Geografie
Dolní Paseky se nacházejí v údolí, přibližně tři kilometry východně od Aše, po obou březích Bílého Halštrova. Nadmořská výška je zde 545 metrů. Nachází se zde pavilon s minerálním pramenem, jehož vodu jezdí odebírat lidé z celého Ašska.
Díky blízkosti přehradní nádrže Bílý Halštrov jsou Dolní Paseky ideální chatovou oblastí. Stojí zde mnoho chat a chalup využívaných během turistické sezóny. Stálých obyvatel zde žije jen okolo čtyřiceti.

## Historie
První písemná zmínka o Dolních Pasekách pochází z roku 1315, ale předpokládá se, že byly založeny ještě o něco dříve. Prvním známým vlastníkem osady byl rod Nothaftů. Později, v 15. století získávají vesnici Reitzensteinové, a později ji odkupují Zedtwitzové. V Dolních Pasekách se nacházelo panské sídlo chráněné vodním příkopem. V 15. století však bylo opuštěno, zpustlo a postupem času a úpravami nových majitelů pozemků se známky po něm vytratily. Ještě počátkem 20. století byly patrné pozůstatky původní tvrze. Obvodový příkop byl chráněn vnějším valem. Na tvrzišti stával dům, který byl 70. letech 20. století zbořen a tvrziště zaniklo. Dochovalo se jen těžko lokalizované torzo.
Ašský továrník Christian Geipel nechal v roce 1870 otestovat minerální pramen který zde vyvěral. Později zde byl postaven malý dřevěný pavilon, který byl v roce 1930 nahrazen zděnou stavbou. V Dolních Pasekách se nacházejí jedny z nejstarších hrázděných domů ašského typu, které byly novými majiteli opraveny a dnes slouží k rekreaci.
V roce 1889 byl v Dolních Pasekách založen hřbitov. Poté, co bylo německé obyvatelstvo v roce 1945 vysídleno, byl hřbitov zpustošen, náhrobní kameny a kovové křížování zničeno či odcizeno. Mezi lety 1994 až 1996 se bývalí němečtí rodáci, či jejich potomci rozhodli ze hřbitova vytvořit pietní místo. Jak dokládají informační tabule na hřbitově, práce to nebyla nijak snadná. Hřbitov musel být revitalizován a nově oplocen. Zachráněné náhrobní kameny byli rozmístěny do půlkruhu okolo nově vytvořeného památníku. Mnohem silněji věřící Němci zde zanechali vzkaz: „Nechť tento pomník pohne svědomím těch kteří ztratili víru v Boha a úctu před člověkem, ať je varováním pro budoucí generace, a ať je nadějí pro všechny, kteří se snaží o historickou pravdu a spravedlnost a o sousedství v míru mezi Čechy a Němci.“

## Obyvatelstvo
Při sčítání lidu v roce 1921 zde žilo 491 obyvatel, z toho 431 německé národnosti a 60 jiné národnosti. K římskokatolické církvi se hlásilo 41 obyvatel, 449 k evangelické církvi, jeden byl bez vyznání.
| Rok                                                         | 1869 | 1880 | 1890 | 1900 | 1910 | 1921 | 1930 | 1950 | 1961 | 1970 | 1980 | 1991 | 2001 | 2011 | 2021 |
| ----------------------------------------------------------- | ---- | ---- | ---- | ---- | ---- | ---- | ---- | ---- | ---- | ---- | ---- | ---- | ---- | ---- | ---- |
| Počet obyvatel                                              | 664  | 642  | 636  | 634  | 626  | 491  | 578  | 99   | 101  | 64   | 57   | 43   | 39   | 59   | 58   |
| Počet domů                                                  | 99   | 98   | 98   | 97   | 96   | 96   | 108  | 116  | –    | 20   | 19   | 19   | 23   | 24   | 22   |
| Počet domů v roce 1961 je zahrnut v počtu domů ve Vernéřově |      |      |      |      |      |      |      |      |      |      |      |      |      |      |      |

| Rok            | 1850 | 1930 | 1947 | 1961 | 1970 | 2001 |
| -------------- | ---- | ---- | ---- | ---- | ---- | ---- |
| Počet obyvatel | 591  | 578  | 210  | 101  | 64   | 39   |

## Obecní správa
Při sčítání lidu v letech 1850–1873 Dolní Paseky byly osadou obce Vernéřov v okrese Aš. V letech 1874–1959 byly samostatnou obcí v okrese Aš. V letech 1960–1975 byly opět částí obce Vernéřov v okrese Cheb. Od 1. ledna 1976 jsou částí města Aš v okrese Cheb.

## Turistika
V Dolních Pasekách se kříží zeleně a žlutě značená turistická cesta. Dolními Pasekami také prochází cyklotrasa 2061, která vede po kvalitní cestě podél Halštrova do Podhradí.

## Pamětihodnosti
- Pomník obětem první světové války z roku 1931.
- Kamenný smírčí kříž.
- Pavilon minerálního pramene.
- Budova bývalé školy z roku 1839.

## Galerie

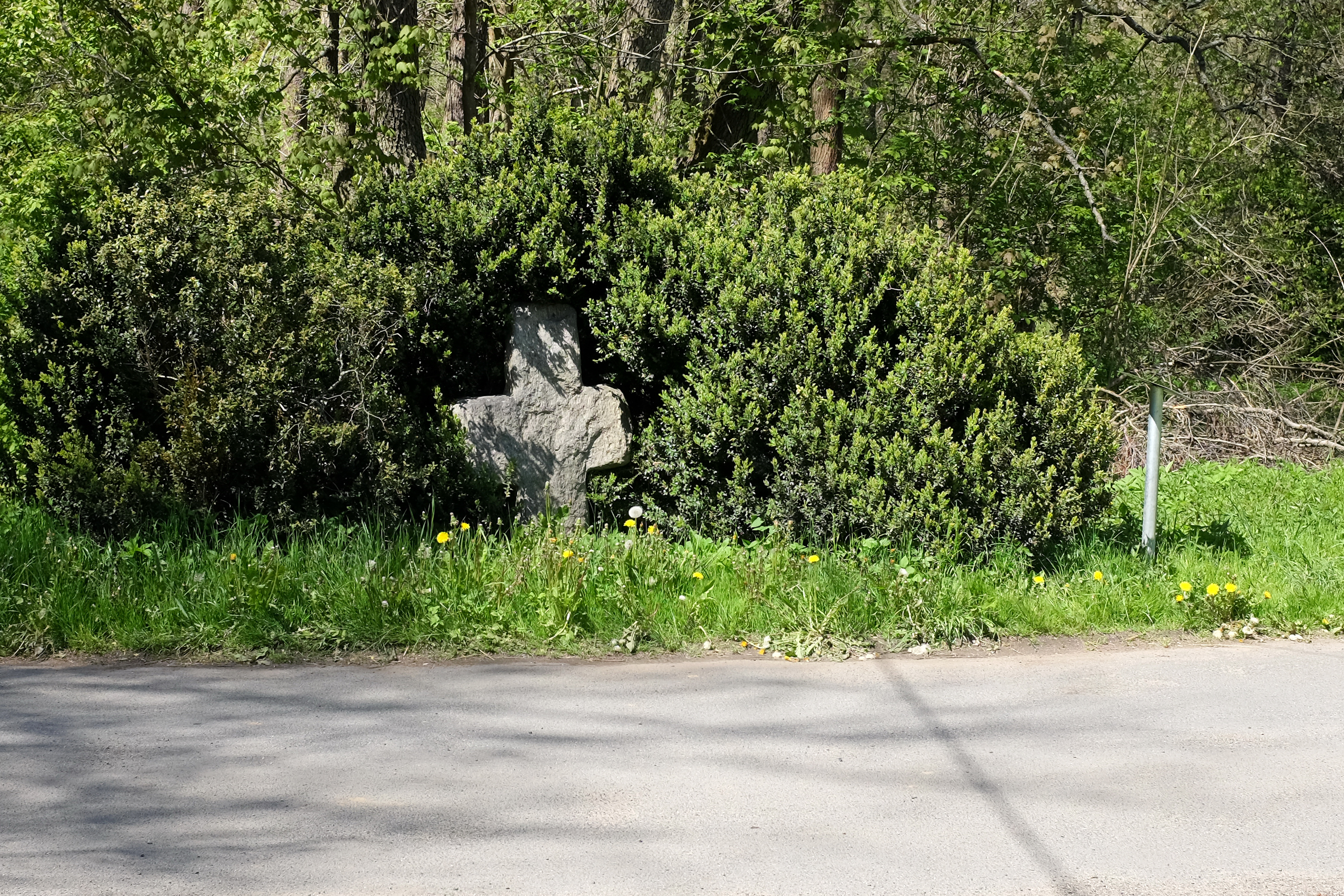
Smírčí kříž
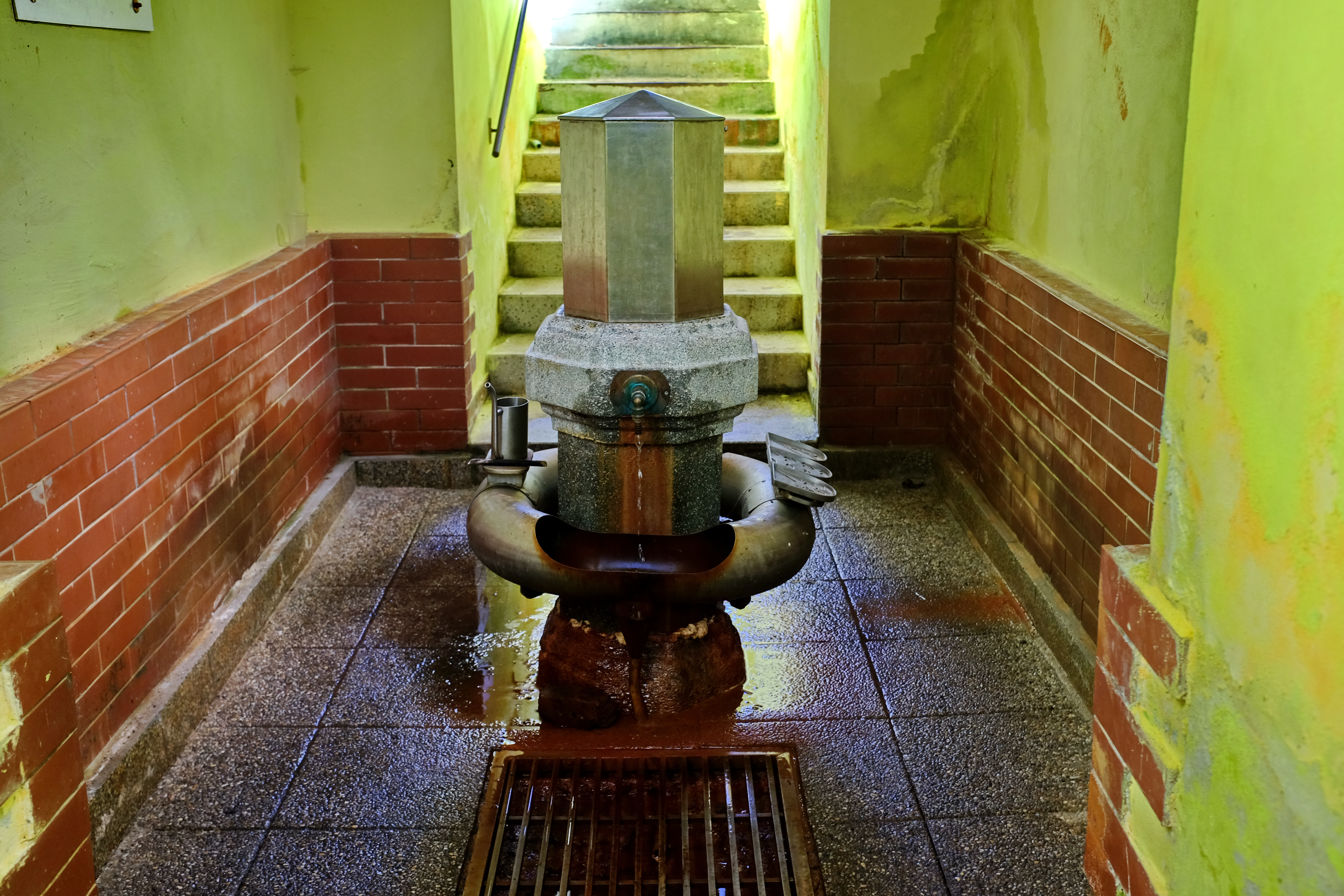
Vývěr kyselky
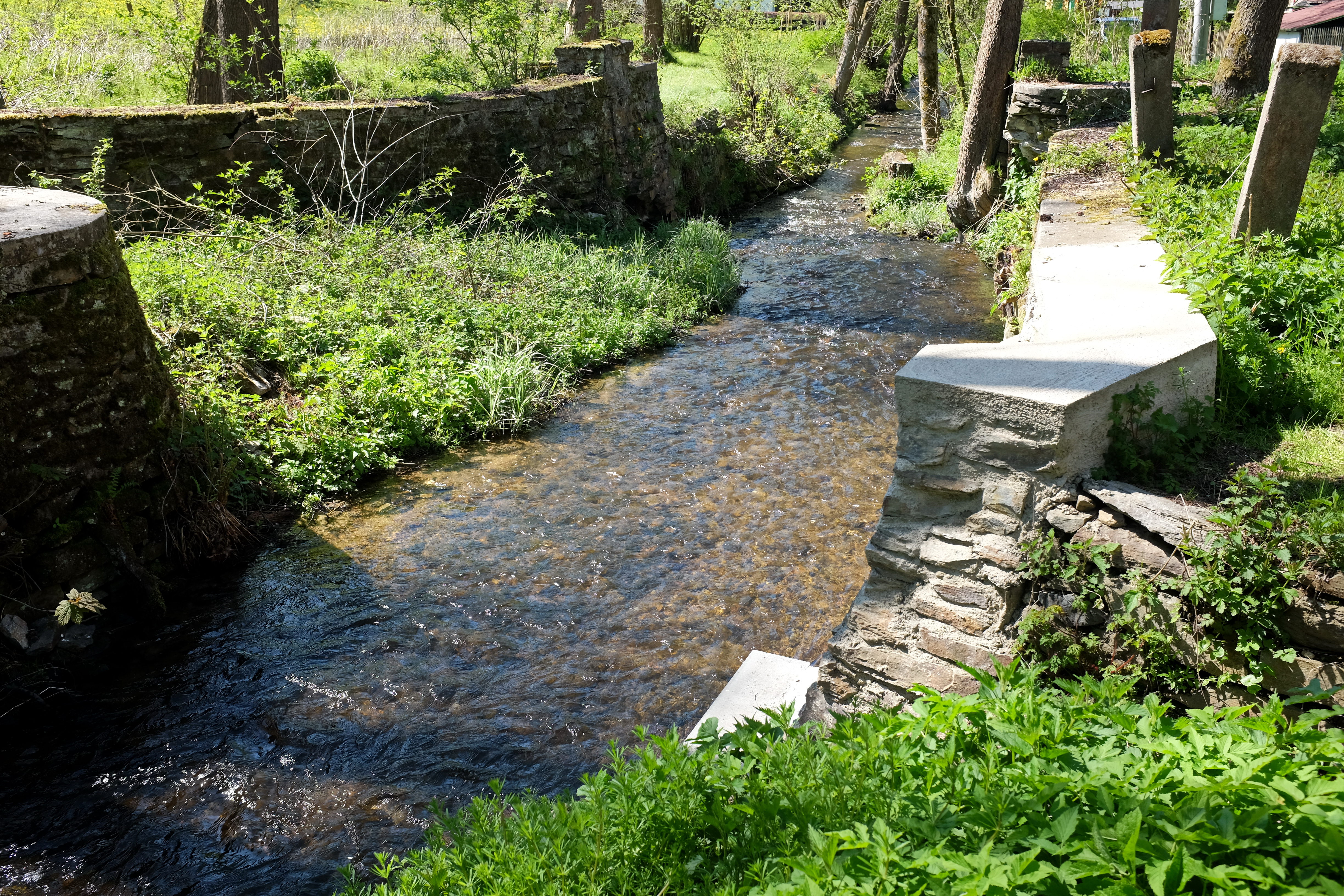
Bílý Halštrov
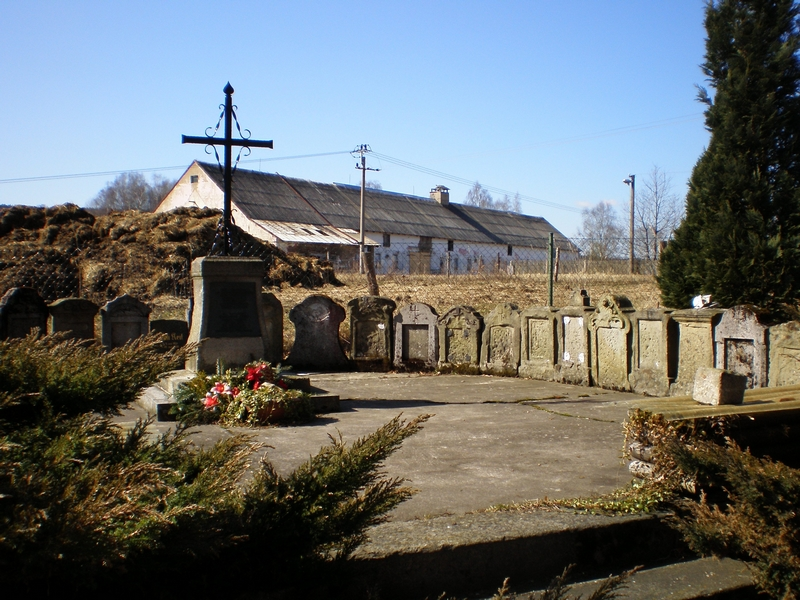
Revitalizovaný hřbitov.
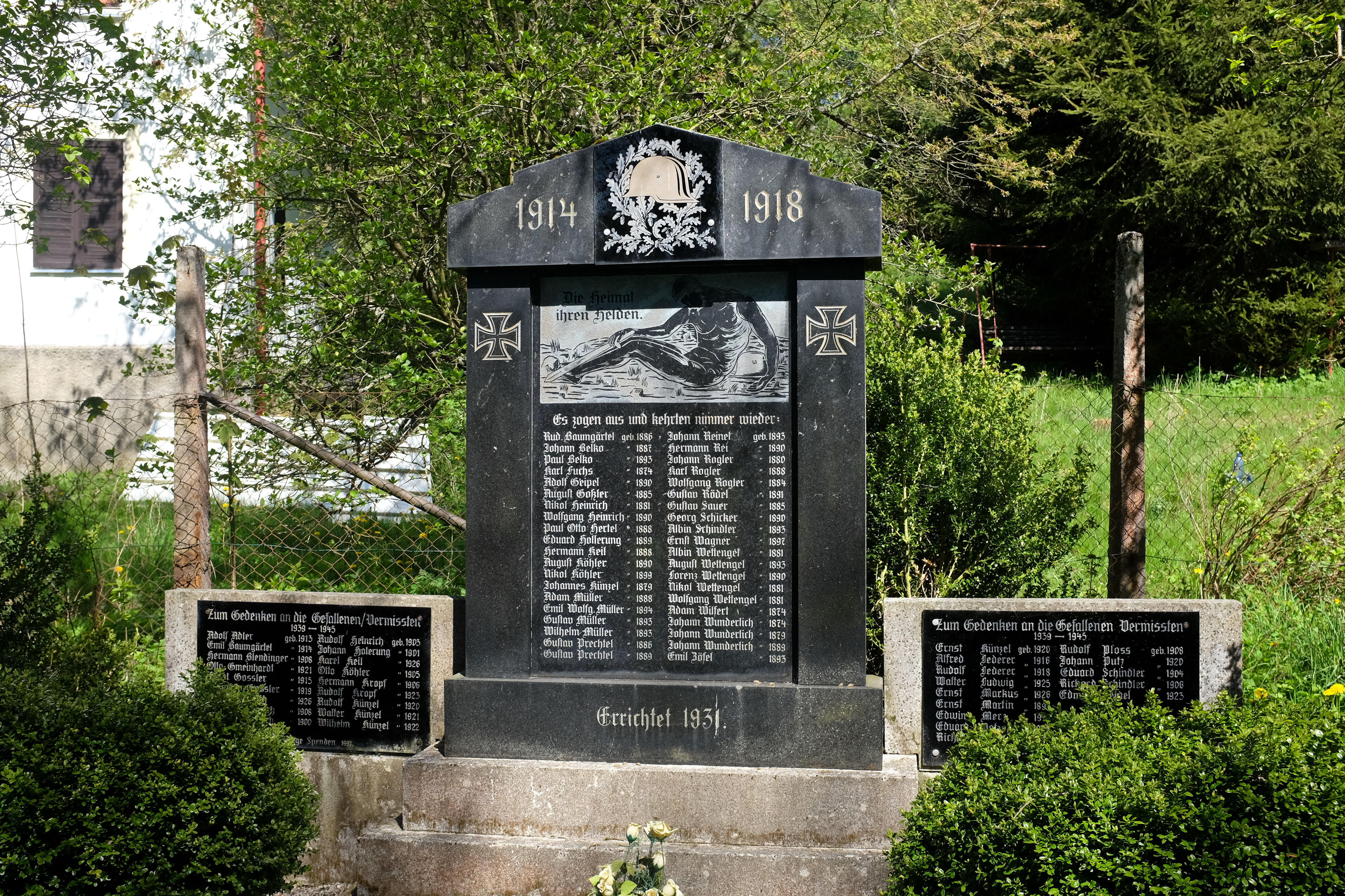
Památník první a druhé světové války.
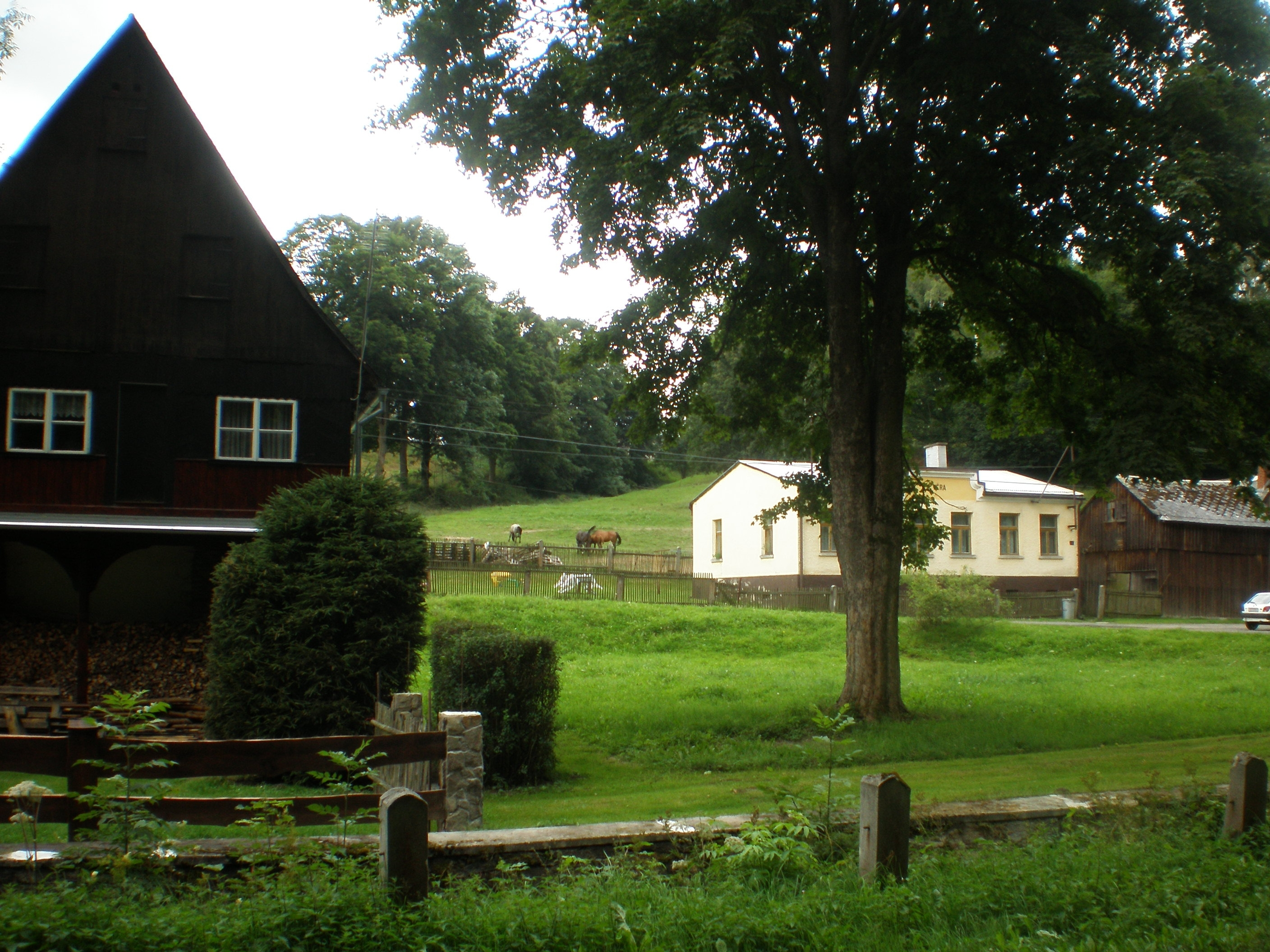
Domky.